# Kalciumklorid
Kalciumklorid eller calciumchlorid (Kemisk Ordbog) (CaCl2) er kalcium-saltet af saltsyre. Vandfrit kalciumchlorid er hygroskopisk. Kalciumchlorid avendes bl.a. i køkkenet til neutralisation af oxalsyreholdige fødevarer, eksempelvis rabarber. Kalciumchlorid har E-nummer E 509.
Kalciumklorid bliver bl.a. også brugt som vejsalt og fugtfjerner.